# فهرست گلزنان برتر بوندس‌لیگا
گلزنان برتر بوندس‌لیگا (انگلیسی: List of Bundesliga top scorers) به زننده بیشترین گل در یک فصل بوندس‌لیگا گفته می‌شود. فهرست زیر برترین گلزنان هر فصل را به تفکیک فصل نشان می‌دهد.
روبرت لواندوفسکی با به ثمر رساندن ۴۱ گل در یک فصل رکورددار بیشترین تعداد گل زده در یک فصل بوندس‌لیگا است.

## برندگان
| فصل     | بازیکن                        | باشکاه                                                         | گل |
| ------- | ----------------------------- | -------------------------------------------------------------- | -- |
| ۱۹۶۳–۶۴ | اووه زلر                      | باشگاه فوتبال هامبورگ                                          | ۳۰ |
| ۱۹۶۴–۶۵ | رودلف بروننمیر                | باشگاه فوتبال مونیخ ۱۸۶۰                                       | ۲۴ |
| ۱۹۶۵–۶۶ | لوتار امریش                   | باشگاه فوتبال بروسیا دورتموند                                  | ۳۱ |
| ۱۹۶۶–۶۷ | لوتار امریش گرد مولر          | باشگاه فوتبال بروسیا دورتموند باشگاه فوتبال بایرن مونیخ        | ۲۸ |
| ۱۹۶۷–۶۸ | هانس لور                      | باشگاه فوتبال کلن                                              | ۲۷ |
| ۱۹۶۸–۶۹ | گرد مولر                      | باشگاه فوتبال بایرن مونیخ                                      | ۳۰ |
| ۱۹۶۹–۷۰ | گرد مولر                      | باشگاه فوتبال بایرن مونیخ                                      | ۳۸ |
| ۱۹۷۰–۷۱ | لوتار کوبلوهن                 | Rot-Weiß Oberhausen                                            | ۲۴ |
| ۱۹۷۱–۷۲ | گرد مولر                      | باشگاه فوتبال بایرن مونیخ                                      | ۴۰ |
| ۱۹۷۲–۷۳ | گرد مولر                      | باشگاه فوتبال بایرن مونیخ                                      | ۳۶ |
| ۱۹۷۳–۷۴ | یوپ هاینکس گرد مولر           | باشگاه فوتبال بروسیا مونشن‌گلادباخ باشگاه فوتبال بایرن مونیخ    | ۳۰ |
| ۱۹۷۴–۷۵ | یوپ هاینکس                    | باشگاه فوتبال بروسیا مونشن‌گلادباخ                              | ۲۷ |
| ۱۹۷۵–۷۶ | کلاوس فیشر                    | باشگاه فوتبال شالکه ۰۴                                         | ۲۹ |
| ۱۹۷۶–۷۷ | دیتر مولر                     | باشگاه فوتبال کلن                                              | ۳۴ |
| ۱۹۷۷–۷۸ | دیتر مولر گرد مولر            | باشگاه فوتبال کلن باشگاه فوتبال بایرن مونیخ                    | ۲۴ |
| ۱۹۷۸–۷۹ | کلاوس آلوفس                   | باشگاه فوتبال فورتونا دوسلدورف                                 | ۲۲ |
| ۱۹۷۹–۸۰ | کارل-هاینتس رومنیگه           | باشگاه فوتبال بایرن مونیخ                                      | ۲۶ |
| ۱۹۸۰–۸۱ | کارل-هاینتس رومنیگه           | باشگاه فوتبال بایرن مونیخ                                      | ۲۹ |
| ۱۹۸۱–۸۲ | هورشت هروبش                   | باشگاه فوتبال هامبورگ                                          | ۲۷ |
| ۱۹۸۲–۸۳ | رودی فولر                     | باشگاه ورزشی وردر برمن                                         | ۲۳ |
| ۱۹۸۳–۸۴ | کارل-هاینتس رومنیگه           | باشگاه فوتبال بایرن مونیخ                                      | ۲۶ |
| ۱۹۸۴–۸۵ | کلاوس آلوفس                   | باشگاه فوتبال کلن                                              | ۲۶ |
| ۱۹۸۵–۸۶ | اشتفان کونتس                  | باشگاه فوتبال بوخوم                                            | ۲۲ |
| ۱۹۸۶–۸۷ | اووه ران                      | باشگاه فوتبال بروسیا مونشن‌گلادباخ                              | ۲۴ |
| ۱۹۸۷–۸۸ | یورگن کلینزمن                 | باشگاه فوتبال اشتوتگارت                                        | ۱۹ |
| ۱۹۸۸–۸۹ | توماس آلوفس رولاند فولفارث    | باشگاه فوتبال کلن باشگاه فوتبال بایرن مونیخ                    | ۱۷ |
| ۱۹۸۹–۹۰ | یورن اندرسن                   | باشگاه فوتبال آینتراخت فرانکفورت                               | ۱۸ |
| ۱۹۹۰–۹۱ | رولاند فولفارث                | باشگاه فوتبال بایرن مونیخ                                      | ۲۱ |
| ۱۹۹۱–۹۲ | فریتس والتر                   | باشگاه فوتبال اشتوتگارت                                        | ۲۲ |
| ۱۹۹۲–۹۳ | اولف کیرشتن تونی یبوآه        | باشگاه فوتبال بایر ۰۴ لورکوزن باشگاه فوتبال آینتراخت فرانکفورت | ۲۰ |
| ۱۹۹۳–۹۴ | اشتفان کونتس تونی یبوآه       | باشگاه فوتبال کایزرسلاوترن باشگاه فوتبال آینتراخت فرانکفورت    | ۱۸ |
| ۱۹۹۴–۹۵ | ماریو باسلر هیکو هرلیش        | باشگاه ورزشی وردر برمن باشگاه فوتبال بروسیا مونشن‌گلادباخ       | ۲۰ |
| ۱۹۹۵–۹۶ | فردی بوبیک                    | باشگاه فوتبال اشتوتگارت                                        | ۱۷ |
| ۱۹۹۶–۹۷ | اولف کیرشتن                   | باشگاه فوتبال بایر ۰۴ لورکوزن                                  | ۲۲ |
| ۱۹۹۷–۹۸ | اولف کیرشتن                   | باشگاه فوتبال بایر ۰۴ لورکوزن                                  | ۲۲ |
| ۱۹۹۸–۹۹ | میشائل پریتز                  | باشگاه فوتبال هرتابرلین                                        | ۲۳ |
| ۱۹۹۹–۰۰ | مارتین مکس                    | باشگاه فوتبال مونیخ ۱۸۶۰                                       | ۱۹ |
| ۲۰۰۰–۰۱ | سرگئی باربارز ابه ساند        | باشگاه فوتبال هامبورگ باشگاه فوتبال شالکه ۰۴                   | ۲۲ |
| ۲۰۰۱–۰۲ | مارسیو آموروسو مارتین مکس     | باشگاه فوتبال بروسیا دورتموند باشگاه فوتبال مونیخ ۱۸۶۰         | ۱۸ |
| ۲۰۰۲–۰۳ | توماس کریستیانسن جیووانی البر | باشگاه فوتبال بوخوم باشگاه فوتبال بایرن مونیخ                  | ۲۱ |
| ۲۰۰۳–۰۴ | آیلتون گونزالوس دا سلیوا      | باشگاه ورزشی وردر برمن                                         | ۲۸ |
| ۲۰۰۴–۰۵ | مارک مینتال                   | باشگاه فوتبال نورنبرگ                                          | ۲۴ |
| ۲۰۰۵–۰۶ | میروسلاو کلوزه                | باشگاه ورزشی وردر برمن                                         | ۲۵ |
| ۲۰۰۶–۰۷ | تئوفانیس گکاس                 | باشگاه فوتبال بوخوم                                            | ۲۰ |
| ۲۰۰۷–۰۸ | لوکا تونی                     | باشگاه فوتبال بایرن مونیخ                                      | ۲۴ |
| ۲۰۰۸–۰۹ | گرافیچی                       | باشگاه فوتبال وولفسبورگ                                        | ۲۸ |
| ۲۰۰۹–۱۰ | ادین جکو                      | باشگاه فوتبال وولفسبورگ                                        | ۲۲ |
| ۲۰۱۰–۱۱ | ماریو گومز                    | باشگاه فوتبال بایرن مونیخ                                      | ۲۸ |
| ۱۲–۲۰۱۱ | کلاس یان هونتلار              | باشگاه فوتبال شالکه ۰۴                                         | ۲۹ |
| ۲۰۱۲–۱۳ | اشتفان کیسلینگ                | باشگاه فوتبال بایر ۰۴ لورکوزن                                  | ۲۵ |
| ۲۰۱۳–۱۴ | روبرت لواندوفسکی              | باشگاه فوتبال بروسیا دورتموند                                  | ۲۰ |
| ۲۰۱۴–۱۵ | الکساندر میر                  | باشگاه فوتبال آینتراخت فرانکفورت                               | ۱۹ |
| ۲۰۱۵–۱۶ | روبرت لواندوفسکی              | باشگاه فوتبال بایرن مونیخ                                      | ۳۰ |
| ۲۰۱۶–۱۷ | پیر امریک اوبامیانگ           | باشگاه فوتبال بروسیا دورتموند                                  | ۳۱ |
| ۱۸–۲۰۱۷ | روبرت لواندوفسکی              | باشگاه فوتبال بایرن مونیخ                                      | ۲۹ |
| ۱۹–۲۰۱۸ | روبرت لواندوفسکی              | باشگاه فوتبال بایرن مونیخ                                      | ۲۲ |
| ۲۰–۲۰۱۹ | روبرت لواندوفسکی              | باشگاه فوتبال بایرن مونیخ                                      | 34 |
| 2020-21 | روبرت لواندوفسکی              | باشگاه فوتبال بایرن مونیخ                                      | 41 |